# 賴索托洛蒂
賴索托洛蒂 （復數：馬洛蒂，maloti）是賴索托王國的流通貨幣，由莱索托中央银行发行。輔幣單位為分，1洛蒂=100分。南非蘭特在賴索托也可流通。賴索托洛蒂與南非蘭特等值。

## 流通中的貨幣

### 硬幣
- 5 分
- 10 分
- 20 分
- 50 分
- 1 洛蒂
- 2 洛蒂
- 5 洛蒂

### 紙幣

賴索托現在流通的四款紙幣系列。

- 10 洛蒂
- 20 洛蒂
- 50 洛蒂
- 100 洛蒂

## 外部連結
- 唐的世界硬币画廊：Lesotho
- 罗恩·怀斯的世界纸币：Lesotho 镜像网站
- 现代金融系统表格－库尔特·舒勒制作：Lesotho 镜像网站
- 环球货币历史：Lesotho
- 《环球金融资料》货币历史表格（ 微软试算表格式）